# 楽田一色浦
楽田一色浦（がくでんいしきうら）は、愛知県犬山市の地名。

## 地理

### 交通
- 愛知県道176号若宮江南線

### 施設
- 尾張広域緑道

## 歴史

### 沿革
- 1989年（平成元年）3月25日 - 犬山市字巾前・字西唐曽・字的場・字中唐曽・字東唐曽・字一色浦の各一部により、同市楽田一色浦が成立[1]。

### WEB
1. ↑  “読み仮名データの促音・拗音を小書きで表記するもの(zip形式) 愛知県” (zip).   日本郵便 (2024年2月29日). 2024年3月26日閲覧。
2. ↑  “市外局番の一覧” (PDF).   総務省 (2022年3月1日). 2022年3月22日閲覧。
3. ↑  “ナンバープレートについて”.   一般社団法人愛知県自動車会議所. 2024年1月21日閲覧。

### 書籍
1. ↑  愛知県公報平成元年3月24日付第33号253頁「告示第268号 犬山市の町区域の設定」（耕地課）